# Katja Koren
Katja Koren (Maribor, 6 agosto 1975) è un'ex sciatrice alpina slovena. 
Polivalente, era in grado di conseguire risultati di rilievo in supergigante, slalom gigante e slalom speciale; in quest'ultima specialità vinse la medaglia di bronzo ai XVII Giochi olimpici invernali di Lillehammer 1994.

## Biografia
La Koren debuttò in campo internazionale ai Mondiali juniores di Maribor 1992; in Coppa del Mondo esordì il 4 dicembre 1993 a Tignes in discesa libera (66ª) e conquistò l'unica vittoria della carriera, nonché primo podio, il 22 dicembre 1993 a Flachau in supergigante partendo con il pettorale n.66. Ai XVII Giochi olimpici invernali di Lillehammer 1994, sua unica presenza olimpica, conquistò la medaglia di bronzo nello slalom speciale dietro a Vreni Schneider ed Elfi Eder; si classificò inoltre 10ª nella discesa libera, 7ª nel supergigante, 6ª nella combinata e non completò lo slalom gigante.
Il 17 dicembre 1995 ottenne a Sankt Anton am Arlberg l'ultimo podio in Coppa del Mondo (3ª in slalom speciale); nel 1996 debuttò ai Campionati mondiali nella rassegna iridata della Sierra Nevada (32ª nel supergigante, 19ª nello slalom gigante, 9ª nella combinata - miglior risultato iridato in carriera -, fuori gara nello slalom speciale) e conquistò l'ultimo podio in Coppa Europa, il 13 dicembre a Sankt Sebastian in slalom gigante (3ª). Ai successivi Mondiali di Sestriere 1997 uscì nella seconda manche sia nello slalom gigante, sia nello slalom speciale; la sua ultima gara di Coppa del Mondo fu lo slalom gigante di Cortina d'Ampezzo del 25 gennaio 1998, nel quale non si qualificò per la seconda manche, e si ritirò durante quella stessa stagione 1997-1998: la sua ultima gara fu lo slalom speciale di Coppa Europa disputato il 29 gennaio a Falcade, chiuso dalla Koren al 20º posto.

## Palmarès

### Olimpiadi
- 1 medaglia:
  - 1 bronzo (slalom speciale a Lillehammer 1994)

### Coppa del Mondo
- Miglior piazzamento in classifica generale: 12ª nel 1994
- 5 podi:
  - 1 vittoria
  - 3 secondi posti
  - 1 terzo posto

#### Coppa del Mondo - vittorie
| Data             | Località | Paese   | Specialità |
| ---------------- | -------- | ------- | ---------- |
| 22 dicembre 1993 | Flachau  | Austria | SG         |

Legenda:

SG = supergigante

### Coppa Europa
- 2 podi (dati dalla stagione 1994-1995):
  - 1 secondo posto
  - 1 terzo posto

### Campionati sloveni
- 7 medaglie (dati parziali fino alla stagione 1994-1995)[2]:
  - 4 ori (slalom speciale nel 1994; slalom speciale nel 1995; slalom speciale, combinata nel 1996)
  - 2 argenti (slalom gigante, slalom speciale nel 1997)
  - 1 bronzo (discesa libera nel 1996)